# 莫氏攀氏螺
莫氏攀氏螺（學名：Perrinia morrisoni）是一個海螺的物種，为攀氏螺属的腹足纲軟體動物。攀氏螺属舊屬原始腹足目的马蹄螺科，今屬陀螺總科唇齒螺科。

## 形態描述
壳体微型,卵圆锥形,稍矮,壳高2.7mm,壳宽3.2mm。螺层4层,周缘较隆,缝合线沟状。螺肋与纵条交织,形成格子状,螺旋部上方具瘤。壳口大,近圆形,口缘部分翻转。螺轴略斜,轴唇具一个齿突;内缘内壁具褶襟。脐孔小而浅。

## 分佈及棲息地
本物種生活於热带珊珊礁坪及底质碎壳，分佈於西太平洋的南沙群岛、菲律宾群岛、马绍尔群岛海域，但fossilworks認為本物種只有化石種，而且只見於马绍尔群岛比基尼環礁的第四紀到中新世的地層。

## 外部連結
- 網絡生命大百科
- Hardy, Eddie. . Hardy's Internet Guide to Marine Gastropods. （原始内容存档于2020-06-28） （英语）.